# Metamorphogenesis
Metamorphogenesis (Kofferwort: aus altgriechisch μεταμόρφωσις metamórphōsis „Gestaltsumwandlung, Umformung, Verwandlung“ und altgriechisch Γένεσις Génesis „Schöpfung, Entstehung“) ist eine EP der britischen Funeral-Doom-Band Esoteric. Die Veröffentlichung gilt als ein Wendepunkt der musikalischen und konzeptionellen Ausrichtung der Gruppe.

## Geschichte
Die zu Beginn ihrer Karriere sechsköpfige Band hatte sich zu den Aufnahmen auf den Sänger Greg Chandler, den Bassisten Bryan Beck sowie die Gitarristen Gordon Bicknell und Steve Peters reduziert. Keith York wurde als Sessionschlagzeuger hinzugezogen. Erstmals nahm die Band in einem eigenen Studio ohne die Unterstützung externer Tontechniker auf. Da die Band Heimstudiotechnik nutzte und der Prozess kein gebuchtes Tonstudio mehr benötigte ist ein genauer Zeitraum der Albumaufnahme nicht publik.
Gemastert wurde Metamorphogenesis von Tom Kvålsvoll, von der norwegischen Band Paradigma in den Strype Audio Studios in Oslo, der auch als Gastsänger auf dem Stück The Secret of the Secret agierte. Am 1. Januar 1999 erschien Metamorphogenesis über Eibon Records. Chandler überarbeitete im Jahr 2019 die Masterbänder für eine erneute Veröffentlichung. Das Album erschien daraufhin am 10. August 2020 als Doppel-LP über Aesthetic Death Records, als Teil einer Reihe Wiederveröffentlichungen.

## Albuminformationen
Metamorphogenesis wurde anfänglich als EP beworben und später von Esoteric als Album kategorisiert. Damit wäre Metamorphogenesis die erste EP oder das dritte Studioalbum der Band.
Das 1999 erstmals veröffentlichte Album enthält drei separate Stücke, die auf einer CD oder zwei LPs eine Gesamtspielzeit von 44:15 Minuten haben. Das Doppel-Vinyl-Album wurde auf 650 Exemplare limitiert und nummeriert. Die jedes Stück nimmt je eine Seite des Doppel-Vinyl-Albums ein. Die vierte Seite ist ohne Pressung.

### Gestaltung
Mit Eibon Records erschien das Album über einen neuen Vertragspartner, dessen Inhaber Mauro Berchi von Ras Algethi derweil auch die digitale grafische Ausgestaltung unterstützte. Die Gestaltung übernahm, der Bruder des Gitarristen Steve Peters, Chris Peters. Nach dem Ausscheiden des Gitarristen Simon Phillips, der die vorherigen Alben gestaltete wählte die Band auch ein visuelles Konzept, das sich in Farb- und Motivwahl von den vorherigen Alben unterschied.

### Stil
Trotz einiger Veränderungen in der Instrumentierung spielte die Band weiterhin den von ihr bekannten Stil, der meist als psychedelischer Funeral Doom beschrieben wird. Metamorphogenesis war das erste Album der Gruppe zu dem Esoteric auf Samples, Keyboard und lyrischer Zitaten verzichtete. Manu Buck verglich das Album in einer Rezension des Albums The Maniacal Vale für das Webzine Doom-Metal.com mit Epistemological Despondency und The Pernicious Enigma. „Natürlich“ sei „die Musik schon auf den ersten beiden Doppelalben dicht, psychedelisch und experimentell, aber die meisten Kompositionen waren klarer in einzelne Abschnitte gegliedert, während“ auf Metamorphogenesis Großteil der Musik „in einen kontinuierlichen Fluss einer fast abstrakten, depressiven Kakophonie übergeht, die zu einem kompromisslosen Ausflug in die äußeren Grenzen der menschlichen Psyche führt.“
Dennoch schrieb Kostas Panagiotou für Doom-Metal.com, dass alle, „die die früheren Werke von Esoteric gehört haben wissen […], was sie erwartet“. Nach Wolf-Rüdiger Mühlmann „verknüpft“ Esoteric auf Metamorphogenesis „schleppende, psychotische Melodien mit der Tiefe von Neurosis und der Rhythmusarbeit der ersten Pitchshifter-Releases“. Peter Morsellino schrieb für das Antichrist Magazine den Leadgitarren einen „schreddernden“ und dem Schlagzeugspiel einen „deutlich Jazzigen“ Klang zu. Das Album sei zugleich atmosphärisch und heavy. Jason Hundey beschrieb den gutturalen Gesang für AllMusic als eindringlich und schmerzhaft. Dieser sei vornehmlich begleitend zu bodenständigem Spiel der „Rhythmusgitarre, die sich mit der Katatonia-artigen disharmonischen Leadgitarre vermischt“. Die Band variiere unter einem „sträflich langsam Tempo“ zwischen „konsonanter und dissonanter Klangästhetik“ während Chandler seinen Gesang zwischen Besessenheit und Trauer variiere schrieb Jonathan Smith für Sonic Perspectives. Neu sei die Verbesserung der Produktion und eine markante „sehr dichte Schichtung verschiedener Elemente, […] was zu Klangwänden führte, die in seltenen Fällen noch Momente mit stärkerem Fokus auf Melodie“ beinhaltet.

## Wahrnehmung
Entsprechend der diversen Neuerungen gegenüber den ersten beiden Alben Esoterics gilt Metamorphogenesis als Wendepunkt der musikalischen und konzeptionellen Ausrichtung der Gruppe. Als Esoterics „bisher leistungsstärkste und am besten produzierte“ Veröffentlichung lobte Kostas Panagiotou das Album für Doom-Metal.com. Jonathan Smith schrieb, es sei das Album, das man im Genre gehört haben sollte. Für Wolf-Rüdiger Mühlmann wurde Doom Metal mit dieser Veröffentlichung „gänzlich neu interpretiert.“

„Metamorphogenesis could serve as the expressionist soundtrack to the apocalypse and its indescribable aftermath.“

„Metamorphogenesis könnte als expressionistischer Soundtrack zur Apokalypse und ihren unbeschreiblichen Folgen dienen.“